# Albareda
|  | Per a altres significats, vegeu «Josep Albareda». |

Albareda és una masia del municipi de Sant Julià de Vilatorta (Osona) inclosa en l'Inventari del Patrimoni Arquitectònic de Catalunya.
Les primeres notícies històriques daten del segle xiii. La fesomia actual respon a les reformes del segle xvii. En aquest mateix segle es construí una capella dedicada a Sant Roc a pocs metres del mas.
És un edifici civil, una masia orientada a migdia, de planta rectangular amb un cos que sobresurt destinat a galeria. El portal d'entrada és dovellat, les finestres i alguns portals interiors són de tipus goticitzant. L'edifici està cobert a quatre vessants. Hi ha un mur que tanca la masia i la lliça, el qual té dos portals d'accés, el de migdia datat el 1584 i el de tramuntana el 1710. Els materials constructius són bàsicament la pedra unida amb morter i la fusta.